# جری وینتراب
جری وینتراب (انگلیسی: Jerry Weintraub؛ زادهٔ ۲۶ سپتامبر ۱۹۳۷ - مرگ ۶ ژوئیه ۲۰۱۵) تهیه‌کننده اهل ایالات متحده آمریکا و مدیرعامل یونایتد آرتیستس بود. وی از سال ۱۹۷۴ میلادی تا ۲۰۱۵ مشغول فعالیت بود.
او تهیه‌کننده فیلم‌هایی همچون متخصص، سرباز، انتقام‌جویان، بچه کاراته کار، یازده یار اوشن، دوازده یار اوشن و سیزده یار اوشن بوده است.